# 에콰도르의 재외공관 목록

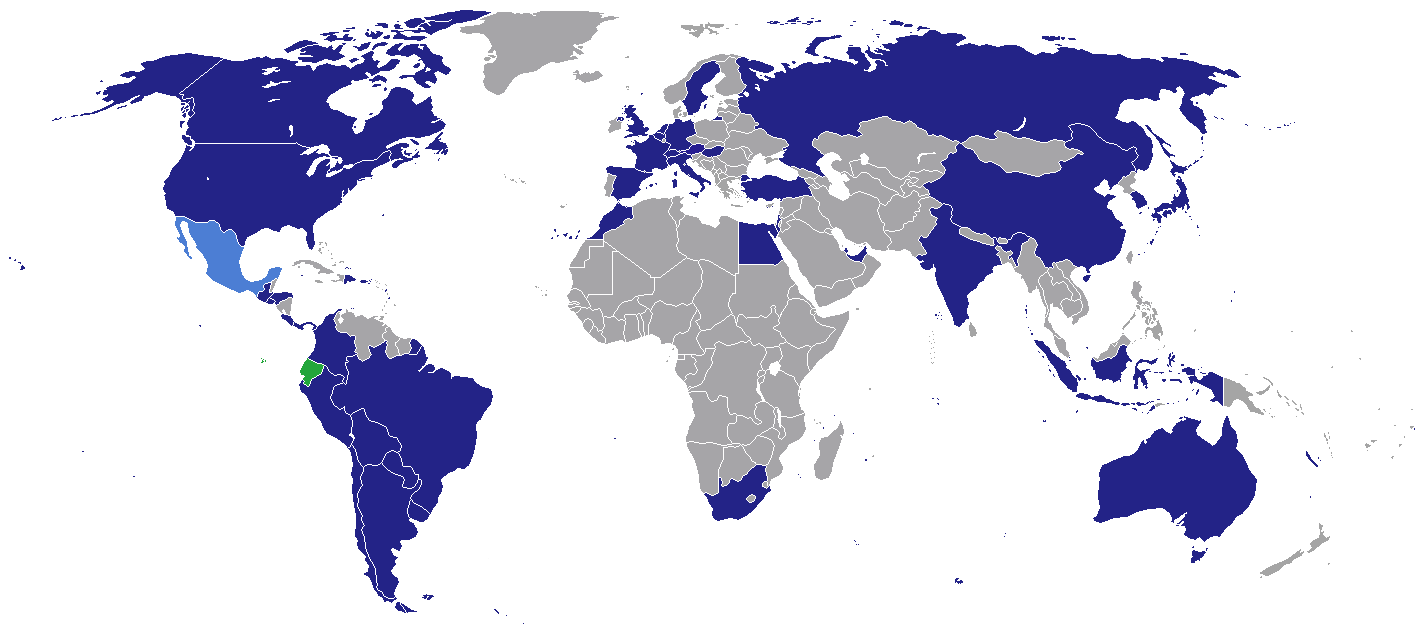
에콰도르의 재외공관

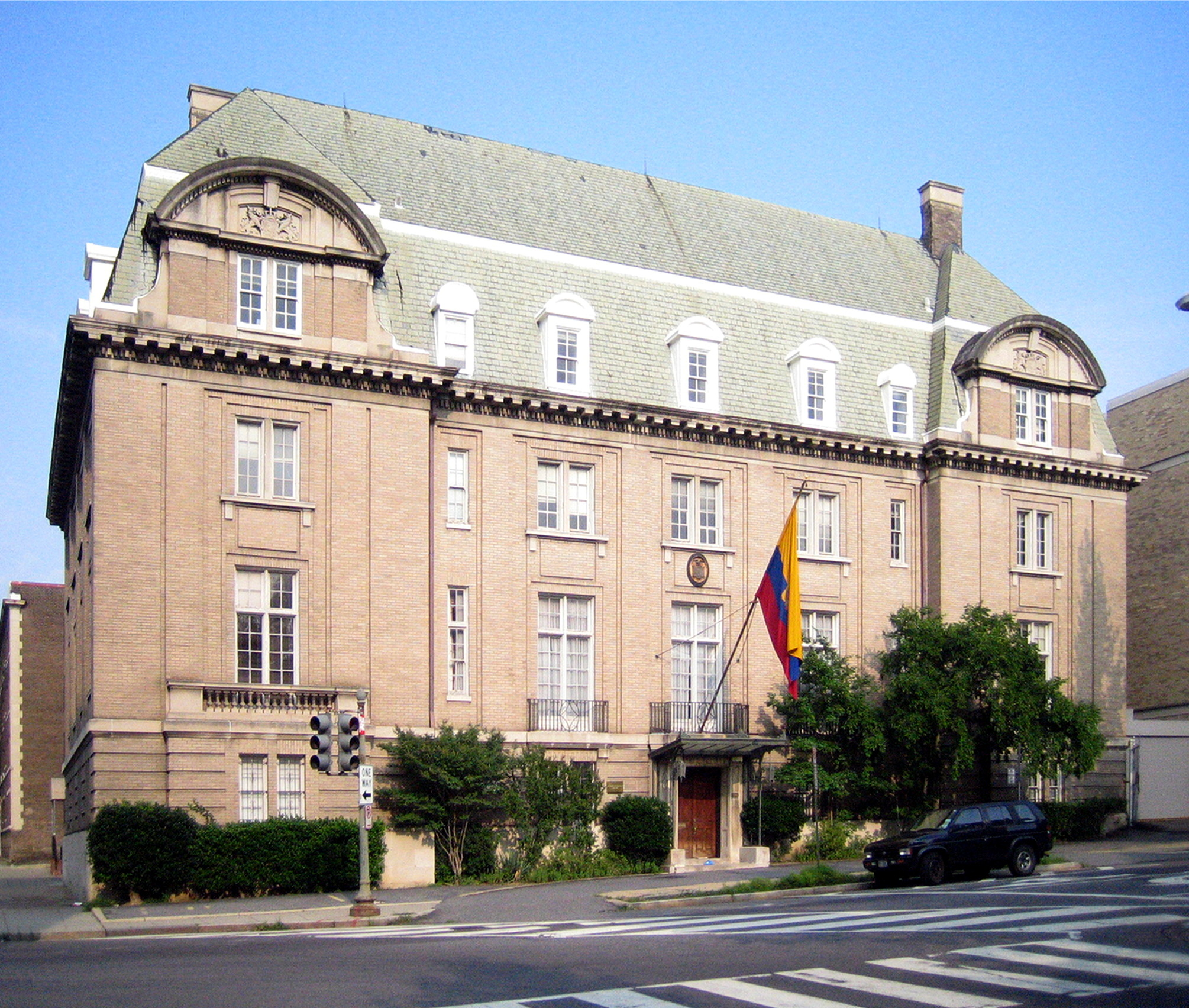
워싱턴 D.C. 주재 에콰도르 대사관

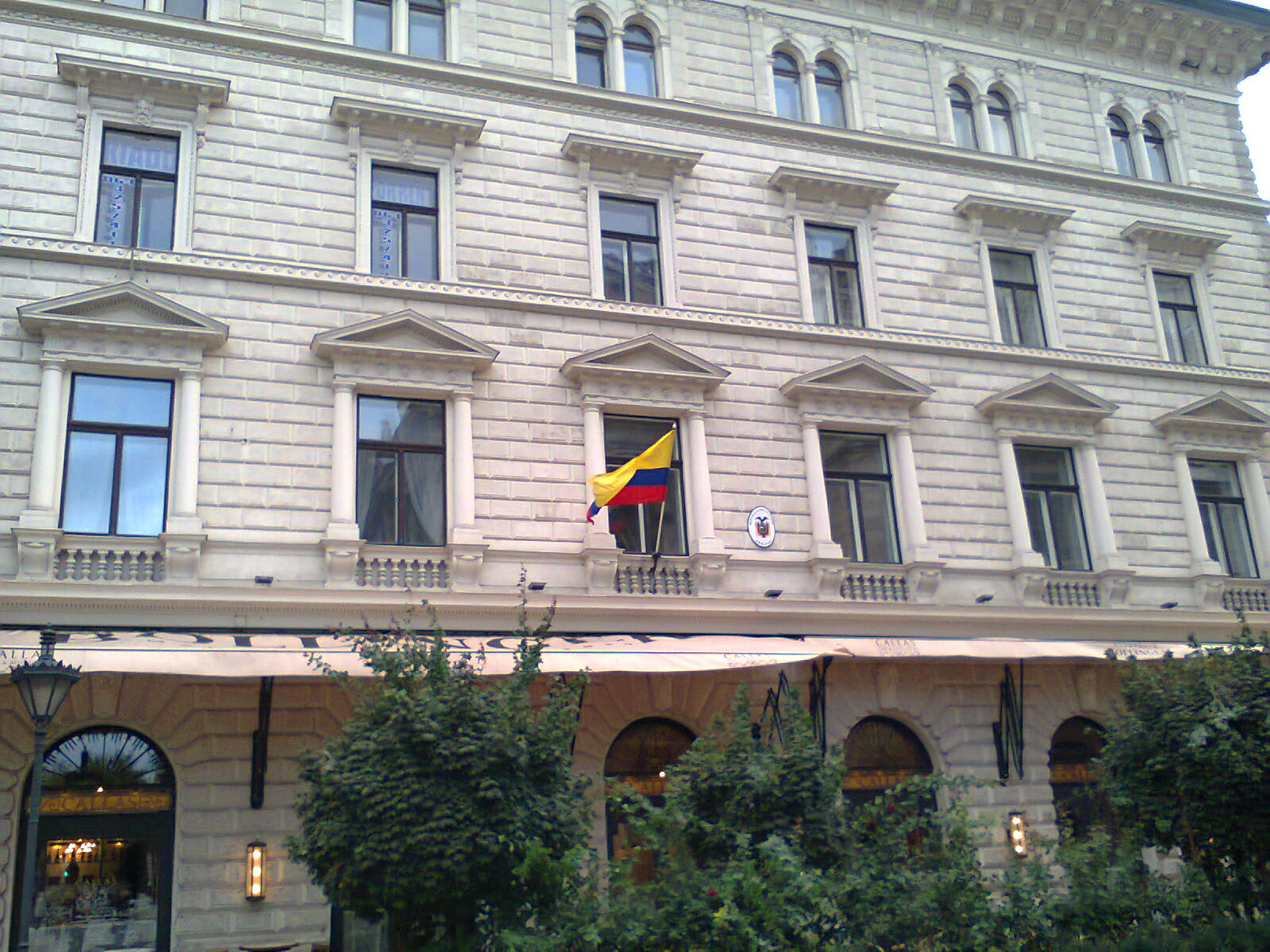
부다페스트 주재 에콰도르 대사관

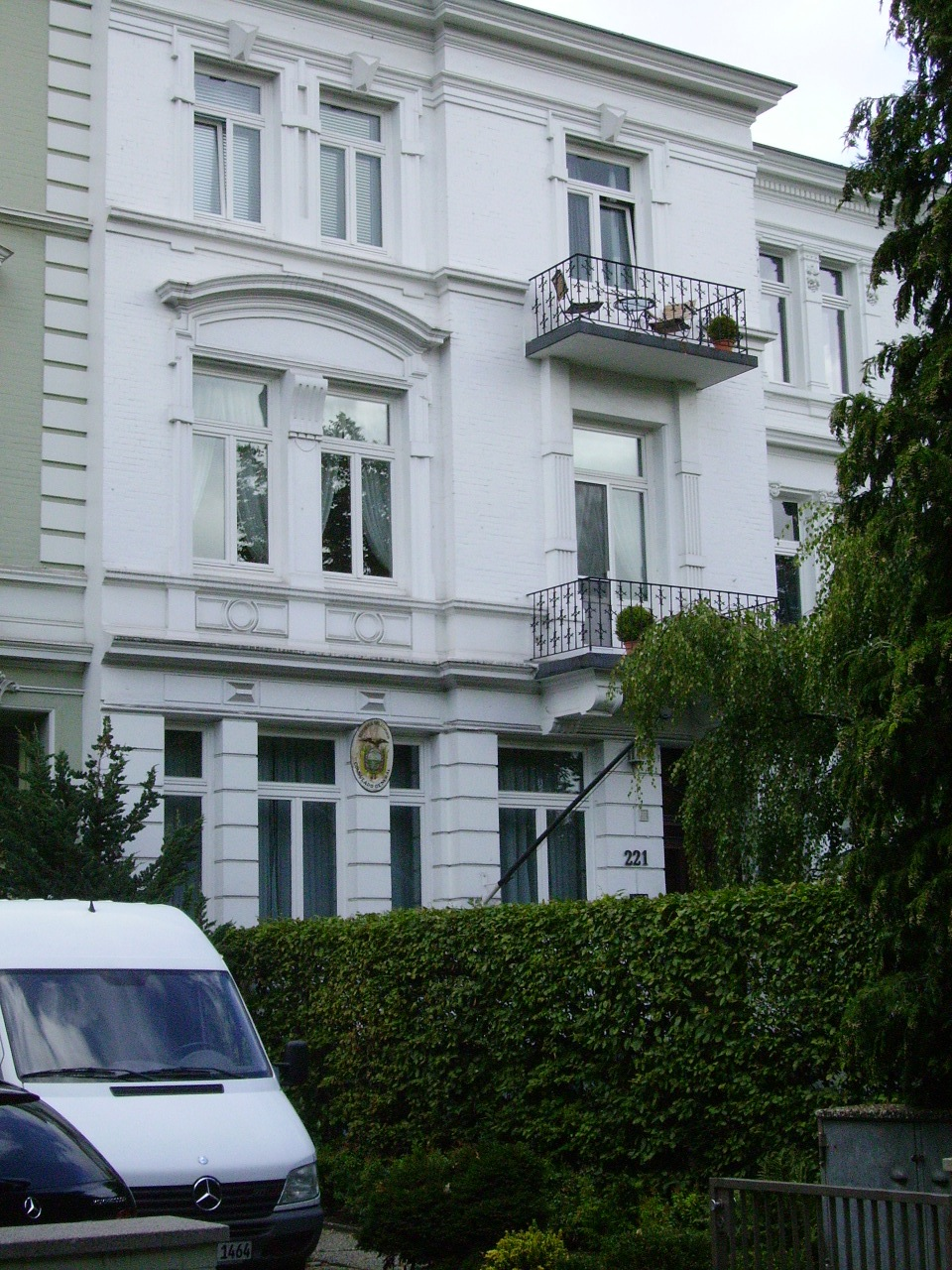
함부르크 주재 에콰도르 총영사관

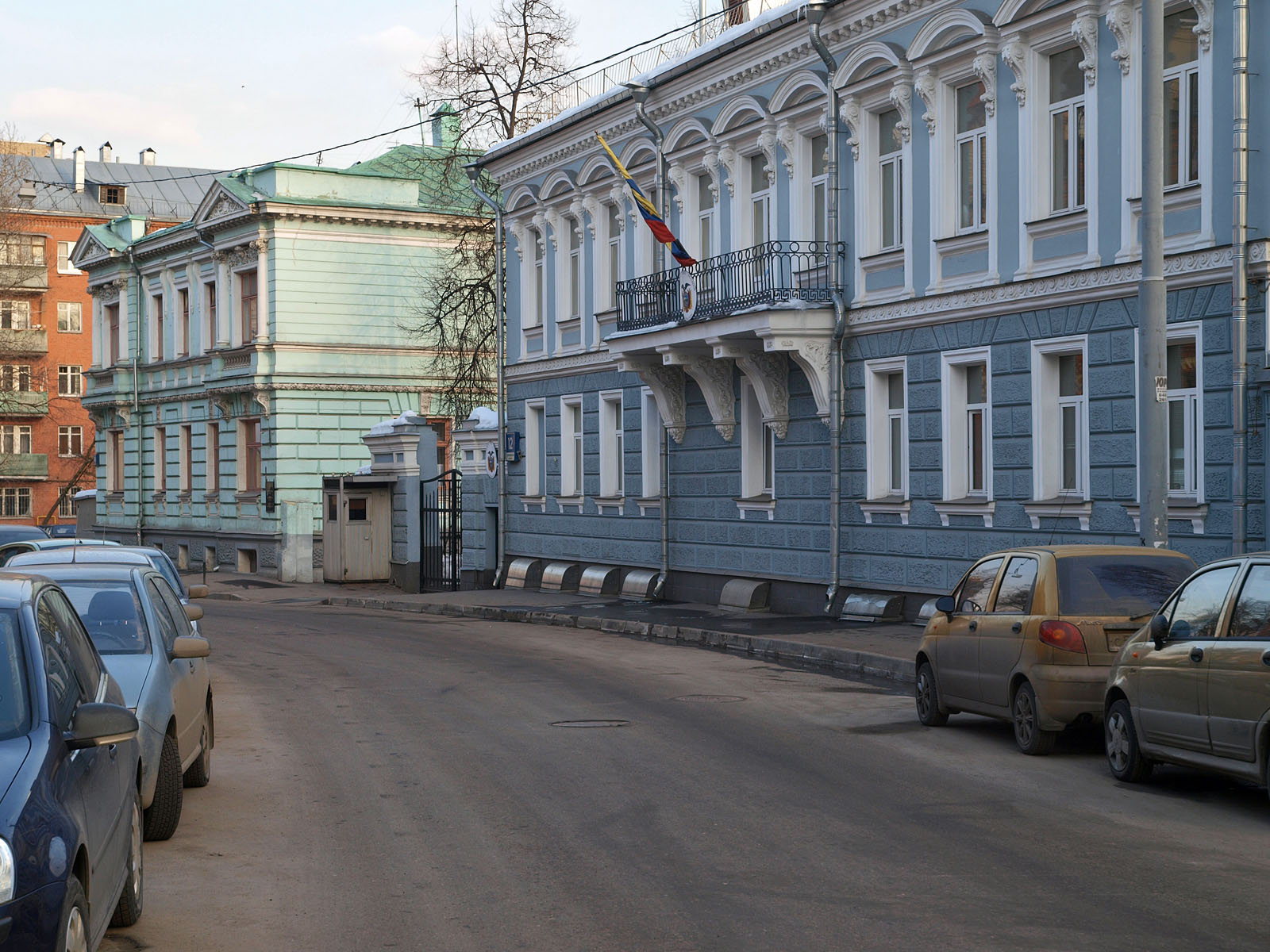
모스크바 주재 에콰도르 대사관

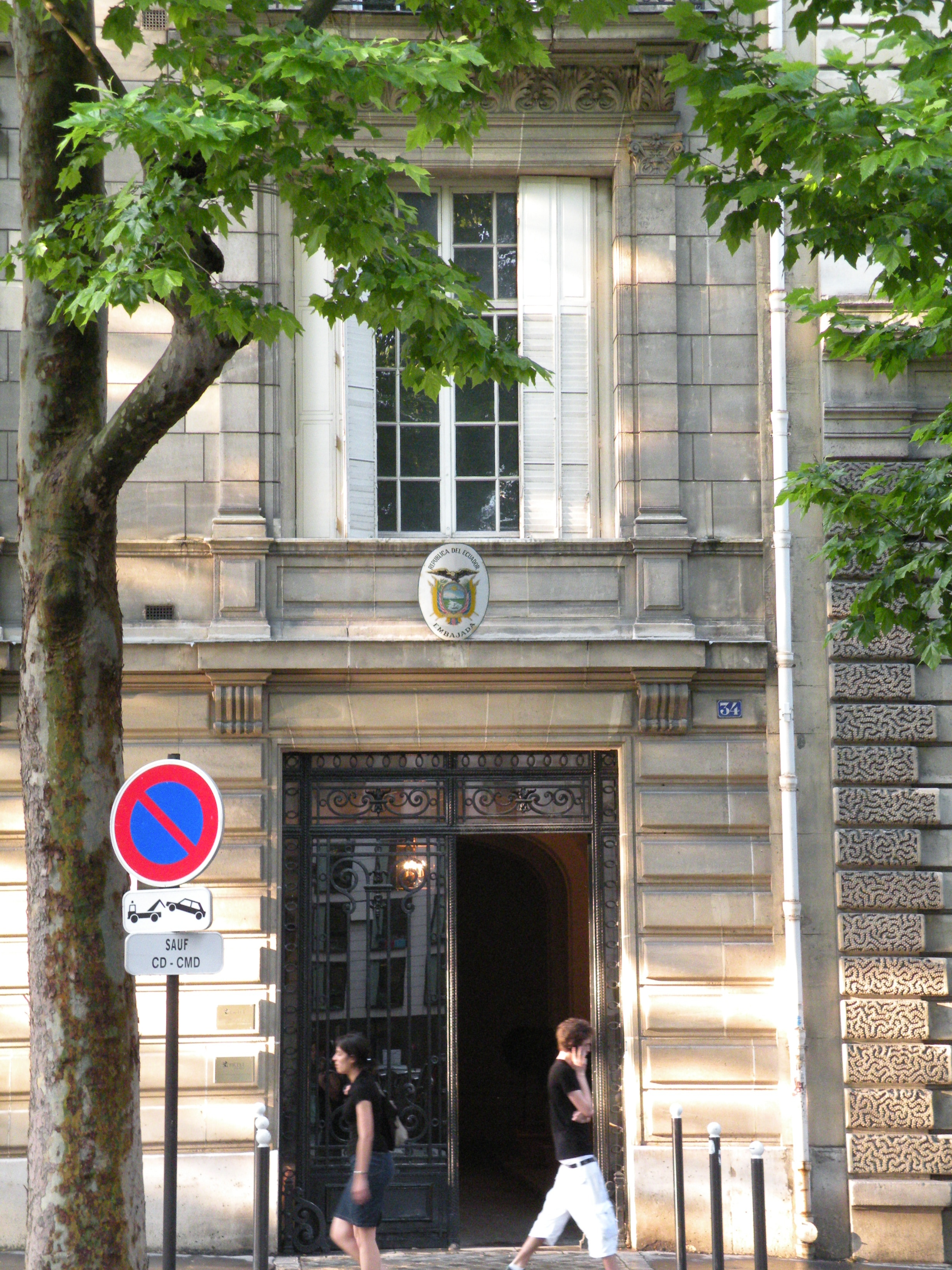
파리 주재 에콰도르 대사관

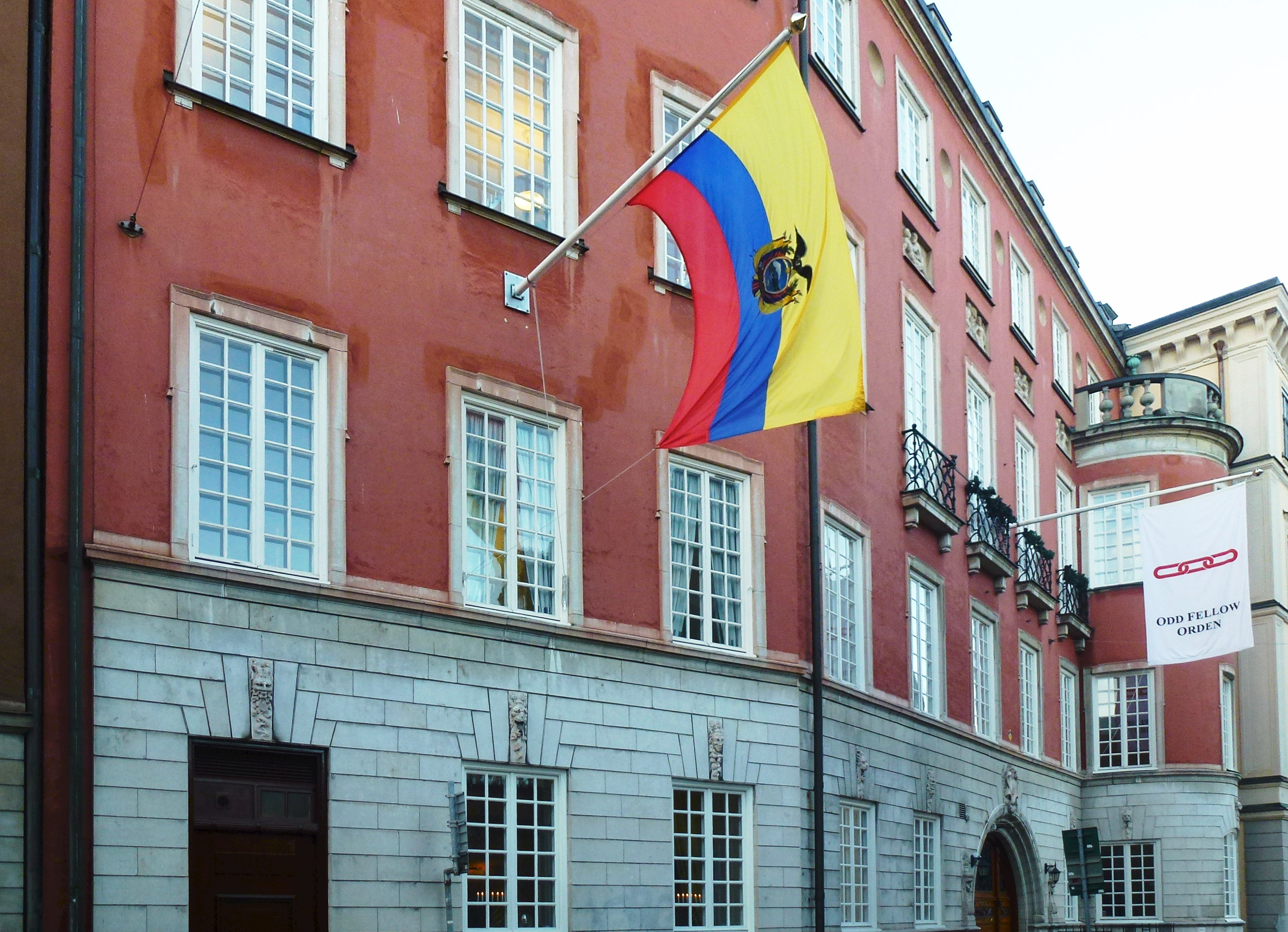
스톡홀름 주재 에콰도르 대사관

에콰도르의 재외공관 목록은 에콰도르 주재 대사관을 각국에 상주시켜 놓는 것을 의미하며 에콰도르의 재외공관을 나열한 목록이다.

## 아프리카
- 이집트
  - 카이로 (대사관)
- 남아프리카 공화국
  - 프리토리아 (대사관)

## 아메리카
- 아르헨티나
  - 부에노스아이레스 (대사관)
- 볼리비아
  - 라파스 (대사관)
- 브라질
  - 브라질리아 (대사관)
- 캐나다
  - 오타와 (대사관)
  - 몬트리올 (총영사관)
  - 토론토 (총영사관)
- 칠레
  - 산티아고 (대사관)
- 콜롬비아
  - 보고타 (대사관)
  - 칼리 (영사관)
  - 이피알레스 (영사관)
  - 메데인 (영사관)
- 코스타리카
  - 산호세 (대사관)
- 쿠바
  - 아바나 (대사관)
- 도미니카 공화국
  - 산토도밍고 (대사관)
- 엘살바도르
  - 산살바도르 (대사관)
- 과테말라
  - 과테말라 시 (대사관)
- 온두라스
  - 테구시갈파 (대사관)
- 멕시코
  - 멕시코시티 (대사관)
  - 몬테레이 (영사관)
  - 타파출라 (영사관)
- 니카라과
  - 마나과 (대사관)
- 파나마
  - 파나마시티 (대사관)
- 파라과이
  - 아순시온 (대사관)
- 페루
  - 리마 (대사관)
  - 피우라 (영사관)
  - 툼베스 (영사관)
- 미국
  - 워싱턴 D.C. (대사관)
  - 애틀랜타 (총영사관)
  - 시카고 (총영사관)
  - 휴스턴 (총영사관)
  - 로스앤젤레스 (총영사관)
  - 마이애미 (총영사관)
  - 미니애폴리스 (총영사관)
  - 뉴헤이븐 (총영사관)
  - 뉴올리언스 (총영사관)
  - 뉴욕 (총영사관)
  - 뉴어크 (총영사관)
  - 피닉스 (총영사관)
  - 샌프란시스코 (총영사관)
- 우루과이
  - 몬테비데오 (대사관)
- 베네수엘라
  - 카라카스 (대사관)

## 아시아
- 중화인민공화국
  - 베이징시 (대사관)
  - 광저우시 (총영사관)
  - 상하이시 (총영사관)
- 인도
  - 뉴델리 (대사관)
- 인도네시아
  - 자카르타 (대사관)
- 이란
  - 테헤란 (대사관)
- 이스라엘
  - 텔아비브 (대사관)
- 일본
  - 도쿄도 (대사관)
- 대한민국
  - 서울특별시 (대사관)
- 말레이시아
  - 쿠알라룸푸르 (대사관)
- 카타르
  - 도하 (대사관)
- 튀르키예
  - 앙카라 (대사관)

## 유럽
- 오스트리아
  - 빈 (대사관)
- 벨기에
  - 브뤼셀 (대사관)
- 프랑스
  - 파리 (대사관)
- 독일
  - 베를린 (대사관)
  - 함부르크 (총영사관)
- 바티칸 시국
  - 바티칸 시국 (대사관)
- 헝가리
  - 부다페스트 (대사관)
- 이탈리아
  - 로마 (대사관)
  - 제노바 (총영사관)
  - 밀라노 (총영사관)
- 네덜란드
  - 헤이그 (대사관)
- 폴란드
  - 바르샤바 (대사관)
- 포르투갈
  - 리스본 (대사관)
- 러시아
  - 모스크바 (대사관)
- 스페인
  - 마드리드 (대사관)
  - 알리칸테 (총영사관)
  - 바르셀로나 (총영사관)
  - 말라가 (총영사관)
  - 무르시아 (총영사관)
  - 팔마데마요르카 (총영사관)
  - 발렌시아 (총영사관)
- 스웨덴
  - 스톡홀름 (대사관)
- 스위스
  - 베른 (대사관)
  - 로잔 (총영사관)
- 영국
  - 런던 (대사관)

## 오세아니아
- 오스트레일리아
  - 캔버라 (대사관)
  - 시드니 (총영사관)

## 대표부
- EU 에콰도르 정부 대표부 : 브뤼셀
- UN 에콰도르 정부 대표부 : 뉴욕, 제네바
- UNESCO 에콰도르 정부 대표부 : 파리
- FAO 에콰도르 정부 대표부 : 로마
- MERCOSUR, ALADI 에콰도르 정부 대표부 : 몬테비데오
- 미주 기구 에콰도르 정부 대표부 : 워싱턴 D.C.